# Velika tradicionalna i simbolička loža "Opera"
Velika tradicionalna i simbolička loža "Opera" (fra. Grande Loge traditionnelle et symbolique Opéra), skraćeno GLTSO, je tradicionalna slobodnozidarska velika loža u Francuskoj.

## Povijest
Veliku ložu je 2. listopada 1958. godine pod nazivom Velika nacionalna loža Francuske "Opera" (fran. Grande Loge nationale française – Opéra) osnovalo sedam loža koje su prethodno napustile Nacionalnu veliku ložu Francuske koje nisu podržavale snažan utjecaj engleskih članova na Nacionalnu veliku ložu (oko 25% članstva) i koje su htjele surađivati s drugom francuskim velikim ložama.
Velika nacionalna loža Francuske "Opera" je 1961. godine bila i jedna od osnivača CLIPSAS-a, skupa s Velikim orijentom Francuske i drugima.
Godine 1982. Velika nacionalna loža Francuske "Opera" mijenja svoj naziv te postaje Velika tradicionalna i simbolička loža "Opera" kako se naziva i danas. Ova promjena naziva bila je motivirana željom da se izbjegne bilo kakva zabuna i da se bolje razlikuje od Nacionalne velike lože Francuske kao i Francuske nacionalne lože koja je osnovana 1968. godine.
Godine 1997., 25 loža koje su radile u Madagaskaru osnovale su Veliku tradicionalnu i simboličku ložu Madagaskara.
Velika loža "Opera" je 18. lipnja 2000. godine u Parizu s Velikom ložom Francuske i tadašnjom Velikom nacionalnom ložom Jugoslavije (danas Velika nacionalna loža Srbije) osnovala Konfederaciju ujedinjenih velikih loža Europe (GLUDE).
Godine 2010. u Dakaru, loža koje su radile u Senegalu, Kongu, Beninu, Obali Bjelokosti, Maliju i Togu osnovale su Veliku tradicionalnu i simboličku ložu Afrike.

## Ustroj
Sjedište Velike tradicionalne i simboličke lože "Opera" je u Levallois-Perretu, nedaleko od Pariza.

### Lože
Pod okriljem Velike tradicionalne i simboličke lože "Opera" preko 250 masonskih loža kako u Francuskoj tako i drugim državama. Lože su podijeljene u 6 regionalnih velikih loža.

### Uprava
Velikom tradicionalnom i simboličkom ložom "Opera" upravlja veliki majstor (fra. Grand Maitre) koji se bira na trogodišnje razdoblje. Dosadašnji veliki majstori su:
- Philippe Meiffren (2018. – 2024.)
- Philippe Cangémi (od 2024.)

### Međunarodna suradnja
Ova velika loža je članica i suosnivač međunarodnog saveza ICUGL, ranije poznate kao GLUDE, od 2000. godine.

### Obred
Velika tradicionalna i simbolička loža "Opera" upravlja simboličkim stupnjevima plave lože (učenik, pomoćnik i majstor) i delegira upravljanje visokim stupnjevima na dodatna tijela i redove. Službeni obred ove velike lože je Ispravljeni škotski obred koji se radi u 65% loža, dok se u preostalim radi neki od sjedećih obreda:
- Emulacijski obred
- Francuski obred (samo prva tri stupnja)
- Drevni i prihvaćeni škotski obred (samo prva tri stupnja)
- Standardni škotski obred
- Yorčki obred (samo prva tri stupnja)

## Pridružena tijela i redovi
Upravljanje visokim stupnjevima Velika tradicionalna i simbolička loža "Opera" provodi kroz pridružena tijela i redove od kojih svaki predstavlja jedan obred a na temelju potpisanih konkordata.
- Vrhovno vijeće Drevnog i prihvaćenog škotskog obreda "Lux ex Tenebris" (fran. Conseil Suprême du Rite écossais ancien et accepté – Lux ex Tenebris) – nadležno za rad Drevnog i prihvaćenog škotskog obreda.
- Vrhovni veliki kaptol Svetog kraljevskog luka Jeruzalema za Francusku (Suprême Grand Chapitre de la Sainte Arche Royale de Jérusalem pour la France) – nadležan za rad Svetog kraljevskog luka.[8]

### Sveti kraljevski luk
Vrhovni veliki kaptol za Francusku dijeli svoju nadležnost za više velikih loža, uključujući Veliku ložu francuskog masonskog saveza i Veliku ložu Francuske.

## Vanjske poveznice
- Službena stranica